# Kevin Peeters
Pour les articles homonymes, voir Peeters.
Kevin Peeters, né le 5 février 1987 à Lierre, est un coureur cycliste belge.

## Biographie
Fin 2015, il fait le choix d'arrêter sa carrière cycliste pour ouvrir une friterie.

## Palmarès sur route

### Par année
- 2008

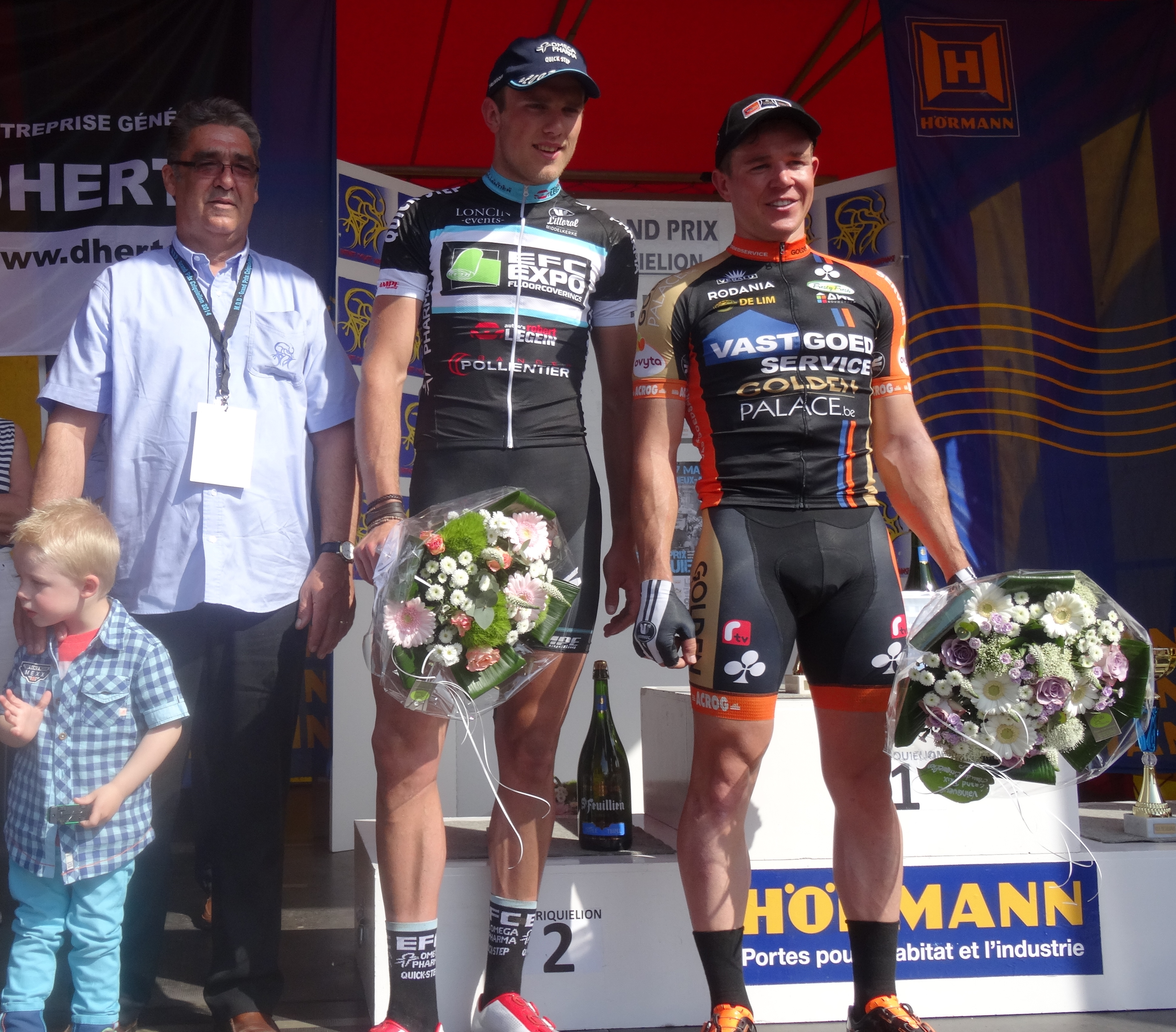
Claude Criquielion aux côtés de Bert Van Lerberghe (2e) et Kevin Peeters (1er) lors de la remise des pris de l'édition 2014 du Grand Prix Criquielion.

  - 3e du Mémorial Philippe Van Coningsloo
  - 3e de la Coupe Marcel Indekeu
  - 3e de la Gooikse Pijl
- 2012
  - 2e du Grand Prix du 1er mai - Prix d'honneur Vic De Bruyne
  - 3e du Grand Prix Impanis-Van Petegem
- 2014
  - 2e étape des Deux Jours du Gaverstreek
  - Grand Prix Criquielion[2]
  - Coupe Marcel Indekeu

### Classements mondiaux
| Année           | 2008 | 2009 | 2010 | 2011 | 2012 | 2013 | 2014 |
| --------------- | ---- | ---- | ---- | ---- | ---- | ---- | ---- |
| UCI Asia Tour   |      |      |      |      |      | 53e  | 102e |
| UCI Europe Tour | 711e | 882e | 699e | 258e | 193e | 893e | 233e |

## Palmarès sur piste

### Championnats de Belgique
- 2005
  -  Champion de Belgique de l'américaine juniors (avec Dieter Verbeek)